# Gustav Pedersen
Gustav Pedersen (* 3. April 1893 in Aarhus; † 22. November 1975 in Kopenhagen) war ein dänischer Politiker der Socialdemokraterne, der von 1924 bis 1926 sowie erneut zwischen 1934 und 1964 Mitglied des Parlaments (Folketing) sowie von 1950 bis 1964 Parlamentspräsident war.

## Leben
Gustav Pedersen, Sohn des Malers Jens Jacob Pedersen und dessen Ehefrau Emilie Carlsson, war nach dem Besuch der privaten Realschule in Aarhus zwischen 1909 und 1916 Mitarbeiter der dortigen Kaufmanns- und Handwerkerbank (Købmands- og Haandværkerbanken). Nachdem er von 1916 bis 1918 seinen Wehrdienst abgeleistet hatte, war er zwischen 1918 und 1923 zunächst Vorsitzender und Geschäftsführer des Handels- und Bürogehilfenverbandes (Handels- og Kontormedhjælperforeningen) in Aarhus und zwischen 1919 und 1949 Mitglied des Hauptvorstandes des Dänischen Handels- und Bürogehilfenverbandes sowie von 1923 bis 1938 Vorsitzender und Geschäftsführer des Handels- und Bürogehilfenverbandes in Kopenhagen. Zu dieser Zeit begann er auch sein politisches Engagement für die Sozialdemokratische Partei (Socialdemokraterne), gehörte von 1919 bis 1923 dem Vorstand der Sozialdemokraten in Aarhus an und war zwischen 1921 und 1923 Mitglied des Stadtrates von Aarhus.
Bei der Folketingswahl am 11. April 1924 wurde Pedersen für die Socialdemokraterne erstmals zum Mitglied des Parlaments (Folketing) und vertrat in diesem bis zum 2. Dezember 1926 den Wahlkreis „Randers Amtskreds“. Am 29. September 1934 wurde er abermals Mitglied des Folketing und gehörte diesem als Vertreter des Wahlkreises „Randers Amtskreds“ nach seinen Wiederwahlen bei den darauf folgenden Wahlen bis zum 22. September 1964 an. Gleichzeitig war von 1938 bis 1949 Vorsitzender und Geschäftsführer des Dänischen Handels- und Büroassistentenverbandes (Dansk Handels- og Kontormedhjælperforbund) und engagierte sich als Vorstandsmitglied in zahlreichen Institutionen und Organisationen. Er war zwischen 1940 und 1957 Mitglied des Zollrates und seit 1946 Mitglied des Exekutivkomitees des Gewerkschaftsdachverbandes De samvirkende Fagforbund (DSF), der 1959 in Landsorganisationen i Danmark (LO) umbenannt wurde. Während seiner Parlamentszugehörigkeit war er zwischen 1947 und 1950 Vorsitzender der sozialdemokratischen Fraktion im Folketing, 1948 Mitglied der Verfassungskommission sowie ferner von 1949 bis 1950 Mitglied des Finanzausschusses. Des Weiteren war er von 1948 bis 1951 erstmals Mitglied des Vertreterausschusses der Dänischen Nationalbank (Danmarks Nationalbank).
Als Nachfolger von Julius Bomholt übernahm Pedersen am 23. Februar 1950 das Amt als Folketingets formand und bekleidete damit bis zum 22. September 1964 das Amt des Parlamentspräsidenten, woraufhin Julius Bomholt ihn in diesem Amt ablöste. Er fungierte zudem zwischen dem 24. Mai 1950 und dem 1. April 1964 als einer der staatlichen Rechnungsprüfer (Statsrevisor), die überwachen, dass die Steuergelder so verwendet werden, wie es das Parlament beschlossen hat, und dass die Gelder so sinnvoll und effizient wie möglich verwaltet werden. Ferner war er 1951 noch einmal Mitglied der Verfassungskommission und wurde 1952 Mitglied der Zollkommission und des Nordischen Rates. Er war außerdem zwischen 1953 und 1964 Vorsitzender des Außenpolitischen Rates (Det Udenrigspolitiske Nævn) sowie erneut Mitglied des Vertreterausschusses der Danmarks Nationalbank.

## Veröffentlichungen
- Planøkonomi eller frie Kræfters Spil, Forlaget Fremad, 1945
- Pressen og Arbejdsløshedslovgivningen, Social-Demokraten, 1946
- Bogen om handels- og kontormedhjælperne og deres organisation, Dansk Handels- og Kontormedhjælperforbund, 1950
- Folkestyret ved korsvejen, Forlaget I dag, 1962
- Det tog fart i Firenze, Forlaget Fremad, 1965
- Erindringer og konklusioner fra et liv i politik, Forlaget Fremad, 1983, ISBN 87-557-3727-7